# Lee Carter (politicus)
Lee Jin Carter (Elizabeth City, 2 juni 1987) is een Amerikaans politicus die van 2018 tot 2022 in het Virginia House of Delegates, het lagerhuis van de staat Virginia, zetelde.

## Loopbaan
Van 2006 tot 2011 zat Carter in de United States Marine Corps, waarvoor hij naar het Midden-Oosten en het Middellandse Zeegebied is gegaan. Zijn eenheid was ook betrokken bij de hulpverlening na de aardbeving in Haïti in 2010. Na zijn militaire loopbaan ging Carter aan de slag als IT-specialist.
Carter stelde zich kandidaat als Democraat voor het Virginia House of Delegates in 2017. Na een ongeval had hij moeilijkheden ervaren om een uitkering voor arbeidsongeschiktheid te ontvangen, wat hem ertoe aanzette zich met politiek bezig te houden. Hij beschouwde zichzelf al lang als iemand met linkse standpunten en werd geïnspireerd door Bernie Sanders om het socialisme beter te leren kennen. Sinds 2017 is Carter aangesloten bij de Democratic Socialists of America (DSA). Tijdens de kiescampagne bracht zijn Republikeinse tegenstander Carter in verband met communistische leiders zoals Lenin, Stalin en Mao. Carter voerde voornamelijk campagne rond een wettelijke ziekteverzekering en reglementering van campagnefinanciering. Carter versloeg zijn tegenstander met 9 procentpunt verschil.
Als parlementariër verdedigt Carter voornamelijk de rechten van arbeiders. Hij ijvert onder andere voor een einde aan de right to work-wetgeving van Virginia. Bij zijn herverkiezing in 2019 kreeg Carter de steun van presidentskandidaat Bernie Sanders; Carter haalde 53% van de stemmen. In 2020 werd een voorstel van Lee – dat het remgeld voor insuline beperkt tot maximaal 50 dollar per maand – goedgekeurd.
Op 1 januari 2021 kondigde Carter aan dat hij kandidaat was in de gouverneursverkiezingen in november 2021. Hij eindigde als vijfde in de voorverkiezing, met minder dan 3% van de stemmen. Tegelijk verloor Carter de Democratische voorverkiezing om herverkozen te worden als volksvertegenwoordiger. Na zijn nederlaag kondigde Carter zijn vertrek uit de politiek aan.